# Distrito de Chhatrapati Sambhajinagar
Chhatrapati Sambhajinagar (del marathi: छत्रपती संभाजीनगर) es un distrito de India, parte de la división homónima del estado de Maharastra. El centro administrativo es la ciudad de Chhatrapati Sambhajinagar. El distrito tiene una superficie de 10 138 km², de los cuales el 37,55 % es urbano y el resto es rural. El distrito de Chhatrapati Sambhajinagar es una importante región turística de Marathwada.

## Geografía
El distrito de Chhatrapati Sambhajinagar se encuentra principalmente en la cuenca del río Godavari y en parte en la cuenca del río Tapti. El distrito está situado entre los 19 y 20 grados de longitud norte y entre los 74 y 76 grados de latitud este, cubriendo un área de 10 100 km².

## Demografía
Según censo 2011 contaba con una población total de 3 695 928 habitantes. El distrito tiene una densidad poblacional de 365 hab./km².

## Localidades
- Daudnagar